# (35393) 1997 XJ5
1997 XJ5 (asteroide 35393) é um asteroide da cintura principal. Possui uma excentricidade de 0.13809300 e uma inclinação de 5.18564º.
Este asteroide foi descoberto no dia 2 de dezembro de 1997 por Yoshisada Shimizu e Takeshi Urata em Nachi-Katsuura.